# Hans Kröner
Hans Gottfried Noël Kröner (* 25. Dezember 1909 in Saint Helier, Jersey; † 27. Juni 2006 in München) war ein deutscher Volkswirt, Jurist und Unternehmer. Zusammen mit seiner Frau Else Kröner, geb. Fernau, leitete er viele Jahre lang das Unternehmen Fresenius, aus dem die heutige Fresenius SE & Co. KGaA hervorgegangen ist.

## Kindheit und Jugend
Hans Kröner wurde als Sohn des Kaufmannes Johann Thomas Kröner und dessen Frau Anna Maria Anke auf der Insel Jersey geboren. Die junge Familie zog kurz nach Hans Kröners Geburt nach München, wo er seine Kindheit und Jugend verbrachte. Hans Kröner besuchte die Volksschule und legte im Jahr 1929 am Wilhelmsgymnasium München das Abitur ab.

## Ausbildung und beruflicher Werdegang vor dem Krieg
1929 nahm er an der Ludwig-Maximilians-Universität München das Studium der Jurisprudenz auf. Zwei Jahre später studierte er zusätzlich das Fach Bankwissenschaften. Am 9. Juni 1932 legte er das erste juristische Staatsexamen ab und arbeitete nach juristischem Referendariat an verschiedenen Gerichten und in der Verwaltung.

## Kriegsdienst und Gefangenschaft
Hans Kröner trat 1933 der NSDAP bei. Diesen Schritt begründete er mit den wirtschaftspolitischen Vorstellungen der Partei, ihrem Kampf gegen die Restriktionen des Versailler Vertrages und der nationalsozialistischen Idee einer Volksgemeinschaft. Er bekleidete keine leitenden Posten innerhalb der Partei und konnte auch der Parteispitze, insbesondere Adolf Hitler, wenig abgewinnen.
1936 trat der Segelverein, dessen Mitglied Hans Kröner war, geschlossen der Marine-SA bei, und so wurde Hans Kröner zur Marine gemustert. 1939 war er zunächst an der Nordseeküste stationiert, ab 1942 als Abteilungsadjutant einer Marineflakabteilung auf die Insel Ré, nahe La Rochelle. Dort wurde er am 1. Juli 1943 zum Oberleutnant befördert.
1945, nach der deutschen Kapitulation, blieb Hans Kröner für zwei Jahre in französischer Kriegsgefangenschaft.
Bei seiner Heimkehr musste Hans Kröner feststellen, dass sich die heimischen Lebensumstände grundlegend verändert hatten: Sein Vater war während der Luftangriffe auf München am 13. Juli 1944 ums Leben gekommen, das Haus und der gesamte Besitz der Familie waren vernichtet worden. Zudem fehlte Hans Kröner durch die sieben Jahre Kriegsdienst und die Gefangenschaft wichtige Berufserfahrung.

## Beruflicher Werdegang
Nach einigen Anlaufschwierigkeiten gelang es Hans Kröner nach der Währungsreform 1948 eine Stelle im Sekretariat des Münchner Bankhauses Merck Finck & Co zu erhalten.
Parallel arbeitete er ab 1949 in Frankfurt für die I.G. Farben in Liquidation als beratender Jurist. In den Jahren 1955 bis 1960 leitete Hans Kröner das Vorstandsbüro der Farbwerke Hoechst AG. Am 1. Januar 1961 wurde er Mitglied des Vorstandes des Keramikherstellers AGROB in Ismaning bei München, für den er bis 1972 im Vorstand tätig war. Außerdem war Kröner für die Chemische Werke Hüls AG in Marl tätig.
In den 1950er Jahren lernte Hans Kröner die Unternehmerin Else Fernau kennen, die nach dem Tod von Eduard Fresenius seit 1946 Mitinhaberin der “Dr. Fresenius chemisch-pharmazeutische Industrie KG” war. In dieser Zeit begann auch Kröners beratende Tätigkeit im Unternehmen Fresenius, der er vor allem an den Wochenenden nachkam. Else Fernau und Hans Kröner heirateten 1964.

## Arbeit bei Fresenius
Im Jahr 1972 wurde Hans Kröner gleichberechtigter Geschäftsführer und Sprecher der Geschäftsleitung der Fresenius KG. Zu diesem Zeitpunkt hatte er bereits wichtige Prozesse für das Unternehmen vorangetrieben: In den 1950er Jahren hatte er sich dafür starkgemacht, dass sich der Infusionslösungsbereich auf das Geschäft mit Krankenhäusern konzentrieren sollte. Darauf folgte ein Jahrzehnt später die Ausweitung des Geschäftsbereichs Medizintechnik: Durch einen Zeitungsartikel war Hans Kröner auf den steigenden Bedarf an künstlichen Nieren aufmerksam geworden. Das Dialysegeschäft lag zu dieser Zeit ausschließlich in US-amerikanischer Hand. Hans Kröner sah den Bedarf und reagierte: Fresenius stieg ins Dialysegeschäft ein und brachte schließlich auch eigene Geräte auf den Markt. In den 1970er Jahren forcierte er den Aufbau des Auslandsgeschäfts. Von 1981 bis 1992 war Hans Kröner Vorstandsvorsitzender der Fresenius AG, danach wurde er Ehrenvorsitzender des Aufsichtsrates und Vorsitzender des Verwaltungsrates der Else Kröner-Fresenius-Stiftung.
Hans Kröner nutzte in einigen Fällen seinen Geschäftssinn für die Verwirklichung nachhaltiger humanitärer Hilfe durch Stärkung der lokalen Wirtschaft. Nachdem in den 1970er Jahren die erste Zusammenarbeit mit der Stadt Vršac in Serbien erfolgreich angelaufen war – Fresenius hatte der ansässigen Firma Hemofarm das Know-how zur Herstellung von Infusionslösungen zur Verfügung gestellt und später mit ihr ein gemeinsames Werk zur Herstellung von Schlauchsystemen und Dialysatoren gegründet –, engagierte Kröner sich für die Ausweitung der Hilfen auf andere Länder, wie die Sowjetunion. In Borisov, Weißrussland, gründete Fresenius das Gemeinschaftsunternehmen Frebor. Im russischen Kursk wurde ebenfalls ein gemeinschaftliches medizintechnisches Unternehmen gegründet.
Neben den besseren Vertriebswegen, die dadurch für Fresenius im Osten Europas entstanden, lag Hans Kröner besonders am Herzen, die medizinische Infrastruktur zu verbessern und den vielen Millionen Dialysepatienten einen Zugang zu moderner Medizintechnik zu ermöglichen.
Auch nach dem Zerfall der Sowjetunion herrschte ein erheblicher Mangel an medizintechnischen Geräten und Arzneimitteln, dem Hans Kröner versuchte aktiv entgegenzuwirken. Zur Betreuung der neu gegründeten Dialysestationen in mehreren Ostblockstaaten wurde beispielsweise das Unternehmen Fresenius SP gegründet, das diese Stationen berät und ihre Mitarbeiter schult.
1988 verstarb seine Frau Else, die 95 Prozent des stimmberechtigten Firmenkapitals hielt. Hans Kröner verzichtete auf das Erbe und förderte die Übertragung auf die Else Kröner-Fresenius-Stiftung. Seit 1995 war Kröner Vorsitzender des Verwaltungsrates der Stiftung mit Sitz in Bad Homburg.

## Ehrungen
Hans Kröner wurde im Laufe seines Lebens vielfach ausgezeichnet: 1973 erhielt er zusammen mit Else Kröner das Bundesverdienstkreuz am Bande. 1987 wurde ihm das Bundesverdienstkreuz erster Klasse verliehen. 1988 folgte die Ehrenmedaille der Stadt Oberursel „für sein langes verdienstvolles Wirken als Unternehmer in der gewerblichen Wirtschaft“. Im Jahr 2000 erhielt Hans Kröner die Ehrendoktorwürde des Fachbereichs Medizin der Johann Wolfgang Goethe-Universität Frankfurt am Main und die Ehrensenatorwürde der Technischen Universität München. 2004 folgte die Ehrenplakette der Stadt Bad Homburg v. d. H. wegen seiner „außerordentlichen Verdienste um die Fresenius AG“ und „die wirtschaftliche Entwicklung [der] Stadt“. Ebenfalls 2004 verlieh ihm die Stadt München das „Münchner Kindl“. Im Juni 2005 wurde Hans Kröner in Belgrad der Orden des Heiligen Sava erster Reihe, die höchste Auszeichnung der serbisch-orthodoxen Kirche, verliehen.